# Federația Română de Karate

Federația Română de Karate (FRK) este forul ce organizează și conduce activitatea de karate în România. Înființată în anul 1997 prin desprinderea a circa 75% din cluburile care aparțineau Federației Române de Arte Marțiale, este membru a Comitetului Olimpic Român (COSR), șI a Federației Internaționale de Karate (WKF).